# Eristavi

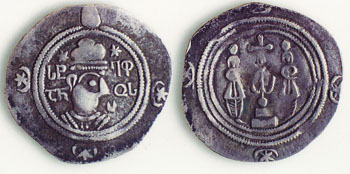
Medaglia d'argento con iscrizioni georgiano, coniate dalla Erismtavari Stephanoz I della Georgia, VII secolo.

L'eristavi (in georgiano ერისთავი?; letteralmente, “guida” o “capo del popolo”) era una carica feudale georgiana, equivalente grosso modo allo stratega bizantino e normalmente tradotto in italiano con "duca". Nella gerarchia aristocratica georgiana, era il titolo di principe del terzo rango, dopo il principe di primo rango e il governatore di una grande provincia (secondo rango). I possessori del titolo erano comandanti ex-officio di un 'stendardo' militare e indossavano un abito distinto, anello, cintura e lancia e cavalcavano una particolare razza di cavallo.
Alcuni eristavi di alto rango erano anche titolati come eristavt-eristavi (ერისთავთ-ერისთავი), vale a dire "duca dei duchi", ma è improbabile che il possessore del titolo avesse qualche eristavi subordinato. L'erismtavari (ერისმთავარი; letteralmente "capo del popolo") era un titolo principalmente simile a quello dei governatori pre-bagratidi di Iberia (Georgia) e più tardi usato in modo intercambiabile con quello di 'eristavi. 
Il titolo dava origine al soprannome di quattro casate nobiliari georgiane ratificate nei loro ranghi principeschi sotto il governo russo nel XIX secolo. Queste famiglie furono spesse note semplicemente come Principi Eristov in Russia, ma senza avere la stessa origine.

## Famiglie di eristavi
- Abazasdze
- Abuserisdze
- Chorchaneli
- Cosroidi
- Dadiani
- Eristavi di Aragvi
- Eristavi di Guria
- Eristavi di Ksani
- Eristavi di Racha
- Gelovani
- Ghobiari
- Guaramidi
- Gurieli
- Jaqeli
- Kakhaberisdze
- Liparitidi
- Nersianidi
- Panaskerteli
- Shervashidze
- Surameli
- Thornikios
- Vardanisdze